# Vagalume (DC Comics)
O Vagalume (Garfield Lynns) é um supervilão da série de revistas em quadrinhos americanos  da DC Comics. Criado por France Herron e Dick Sprang, ele fez sua primeira aparição em Detective Comics#184 (1952). Inicialmente foi criado como um criminoso que utilizava de efeitos luminosos para cometer crimes, o Vagalume foi retratado posteriormente como um piromaníaco em Crise nas Infinitas Terras.